# Абсолютний (монета)
«Абсолю́тний» — пам'ятна монета номіналом 5 гривень, випущена Національним банком України, присвячена видатним досягненням українських спортсменів, які прославили нашу країну на світовій арені, зокрема тріумфальній перемозі боксера Олександра Усика, який у травні 2024 року став абсолютним чемпіоном світу в надважкій вазі. Об'єднавши одразу чотири найпрестижніші пояси в боксі. Ця монета є вшануванням подвигів українських атлетів.
Монету введено в обіг 1 жовтня 2024 року. Вона належить до серії «Інші монети».

## Опис монети та характеристики
| Номінал грн. | Метал      | Маса, г | Діаметр, мм | Якість виготовлення       | Гурт     | Тираж, штук |
| ------------ | ---------- | ------- | ----------- | ------------------------- | -------- | ----------- |
| 5            | нейзильбер | 16,54   | 35,0        | спеціальний анциркулейтед | рифлений | 50 000      |

### Аверс

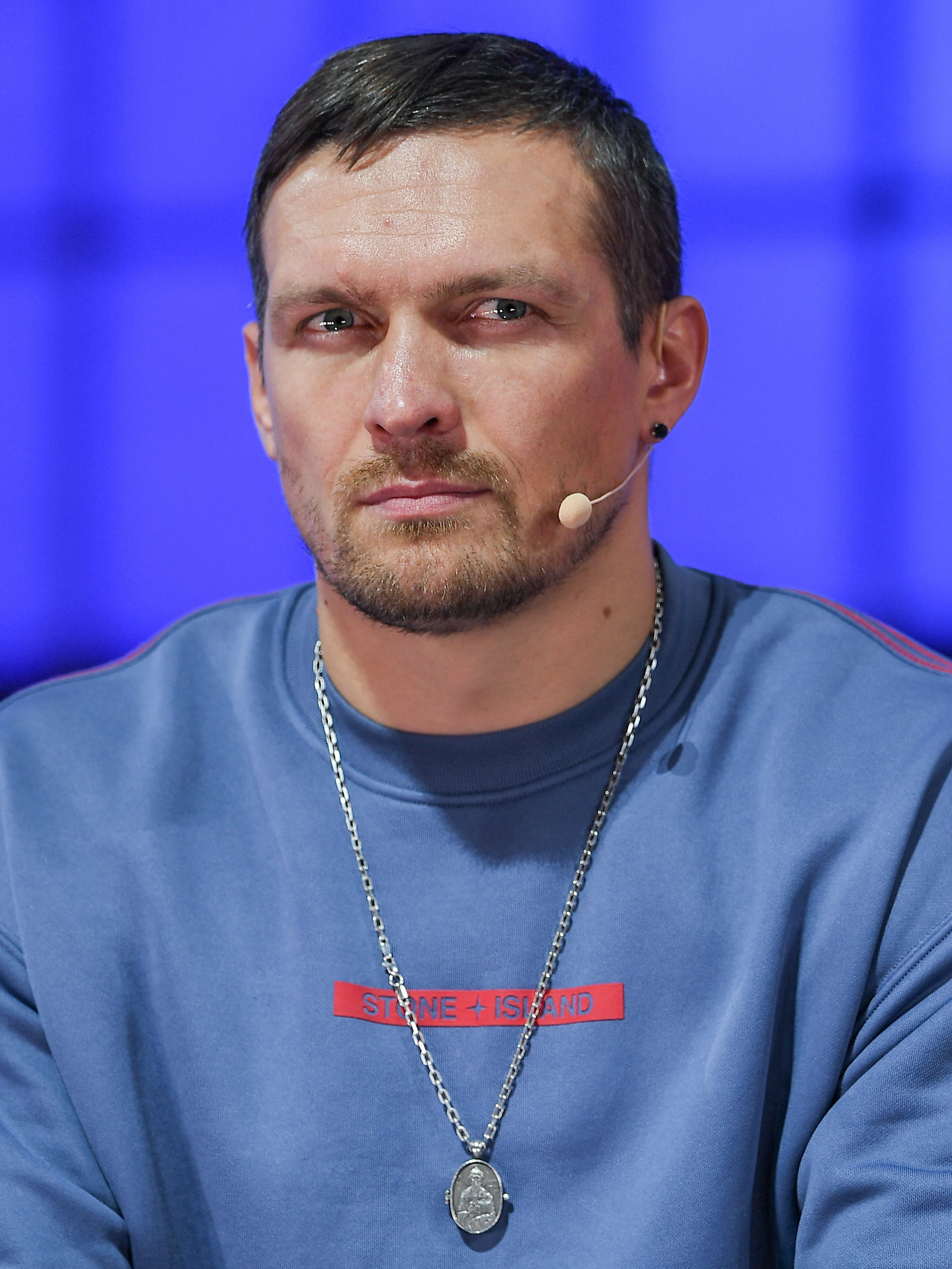
Олександр Усик

На аверсі монети на дзеркальному тлі зображено традиційний кримськотатарський орнамент, що символізує кримське коріння Олександра Усика. Цей візерунок, який був ретельно підібраний і використаний українським дизайнером Ельвірою Гасановою в одному з образів спортсмена на «битві поглядів» перед поєдинком за титул абсолютного чемпіона світу, додатково підкреслює нерозривний зв'язок Криму з Україною. Угорі праворуч від орнаменту розміщено рік карбування — «2024» і малий Державний Герб України. Унизу праворуч — напис «УКРАЇНА», номінал «5» з графічним символом гривні, а також логотип Банкнотно-монетного двору Національного банку України.

### Реверс
На реверсі монети в центрі композиції зображено стилізований образ спортсмена на тлі абрису монумента «Батьківщина-Мати» — символу незламності та міцності українського народу. Унизу ліворуч і праворуч від силуету чемпіона зазначено написи: «18.05./2024» (дата проведення бою), «АБСОЛЮТНИЙ» і «UNDISPUTED» (титул, який виборов спортсмен.

Весь тираж 50000 монет було випущено у сувенірних упаковках
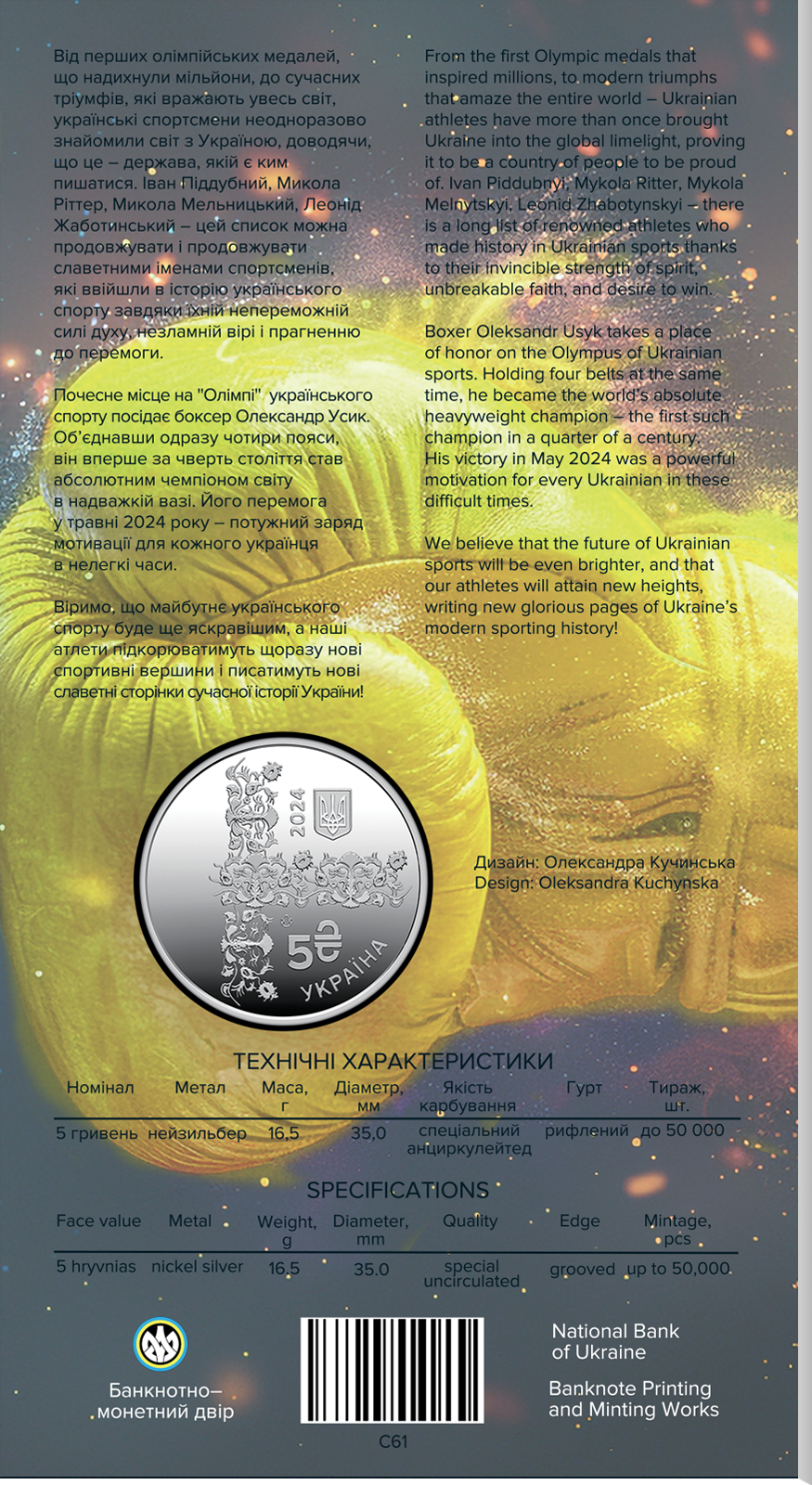
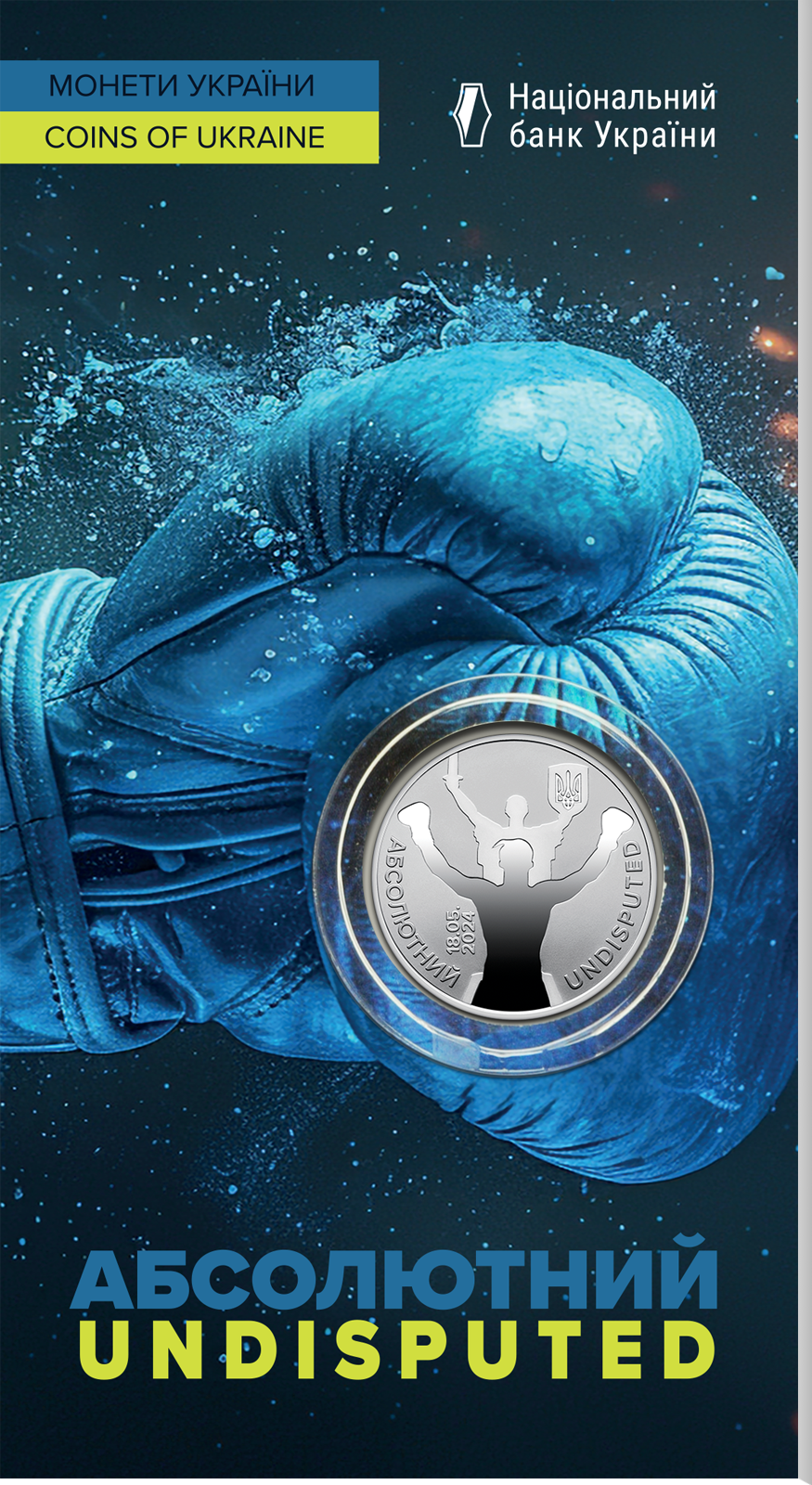

## Автори
- Художник — Кучинська Олександра.
- Скульптори: Атаманчук Володимир, Дем'яненко Володимир.

## Вартість монети
Під час введення монети в обіг 2024 року, Національний банк України реалізовував монету за ціною 160 гривень.
Фактична приблизна вартість монети, з роками змінювалася так:
| Рік        | 2025 | 2026 | 2027 |
| ---------- | ---- | ---- | ---- |
| Ціна, грн. | 440  |      |      |